# Emmy Awards
Pour les articles homonymes, voir Awards.
Les Emmy Awards, surnommés Emmys, sont des récompenses de télévision américaine, remises par l'Academy of Television Arts and Sciences qui honorent chaque année, depuis 1949, les meilleures émissions et les meilleurs professionnels dans le pays.
Les Primetime Emmy Awards sont les récompenses les plus importantes des Emmys, récompensant les programmes diffusés en première partie de soirée et les séries diffusées sur les plateformes de vidéo à la demande. Les Daytime Emmy Awards récompensent les programmes diffusés en journée ; les Sports Emmy Awards récompensent les émissions sportives ; et les International Emmy Awards récompensent les programmes internationaux. Depuis 2021, les programmes pour enfants et adolescents sont récompensés lors des Children's and Family Emmy Awards (en).

## Histoire
L'Academy of Television Arts and Sciences (Académie des arts et des sciences de la télévision) crée les Emmy Awards en 1949 dans une démarche de relation publique,. Le nom « Emmy » est choisi comme une féminisation du terme « Immy », surnom utilisé pour désigner le tube des caméras vidéo pour convertir l'image en signal électrique, très courants dans les caméras de télévision de l'époque. Pour compléter ce nom, une statuette en forme de femme ailée tenant un atome a été créée, symbolisant depuis « l'objectif de l'Académie de soutenir et d'exalter l'art et la science de la télévision » : les ailes représentent la muse de l'art et l'atome l'électron de la science.
Les premiers prix sont décernés le 25 janvier 1949 au Hollywood Athletic Club, mais uniquement aux programmes produits et diffusés dans la région de Los Angeles. Shirley Dinsdale eut l'honneur de recevoir le tout premier Emmy.
Dans les années 1950, l'ATAS élargit les Emmys en un évènement national, remettant les prix aux programmes produits et diffusés sur tout le territoire américain. En 1955, la National Academy of Television Arts and Sciences (Académie nationale des arts et des sciences de la télévision), organisation sœur sur la côte est destinée à aider à la supervision des Emmys, est créée à New York. La NATAS forme également des sections régionales à travers les États-Unis, chacune avec son propre développement et leur propre cérémonie des Emmys pour récompenser la programmation locale.

Jack McCallister après avoir accepté le prix Emmy 1960 pour le tube de caméra Image Orthicon au nom d'EEV et d'autres

Le nom « Emmy » a été adopté en 1960, en hommage au tube de caméra de télévision Image Orthicon, connu dans les studios sous le nom d'« Immy », qui avait révolutionné la production. Il a été décerné conjointement aux entreprises ayant participé à son développement, dont EEV, dirigé par Simeon Serge Aisenstein.
À l'origine, il n'y avait qu'une cérémonie des Emmy Awards se tenant une fois par an en l'honneur des programmes diffusés à l'échelle nationale aux États-Unis. Cela a changé quand les Daytime Emmy Awards, un prix distinct récompensant la programmation de la journée, se déroule pour la première édition en 1974. L'ancienne cérémonie des Emmy Awards devient celle des Primetime Emmy Awards, récompensant les programmes diffusés en première partie de soirée. En outre, les International Emmy Awards sont créés au début des années 1970, récompensant les émissions de télévision produites et diffusées hors des États-Unis.
En 1977, en raison de divers conflits, l'ATAS et la NATAS conviennent d'une séparation. Toutefois, ils ont décidé de continuer à partager la statuette Emmy pour l'ensemble des prix décernés.

## Organisation
Trois organisations sœurs mais distinctes décernent les Emmy Awards :
- L'Academy of Television Arts and Sciences (ATAS) honore les programmes nationaux en primetime au travers des Primetime Emmy Awards depuis 1949 ainsi que les Los Angeles Emmy Awards depuis 1949, College Television Awards depuis 1979, Television Hall of Fame (en) depuis 1984 et Academy Television Honors depuis 2008.
- L'Academy Board of Governors remet également deux prix spéciaux : le Bob Hope Humanitarian Award (en) (depuis 2002) et le Governors Award.

- La National Academy of Television Arts and Sciences (NATAS) récompense : les programmes de la journée depuis 1974 au travers des Daytime Emmy Awards ; les sports depuis 1979 au travers des Sports Emmy Awards, qui remet également un prix spéciale Sports Lifetime Achievement Award (en) ; les actualités et documentaires depuis 1979, News and Documentary Emmy Award (National TV Newscasts and Documentaries Emmys) ; les innovations techniques et industrielles depuis 1948, Emmy Award de la technologie et de l’ingénierie (Technology and Engineering Emmys)[7].

- L’International Academy of Television Arts and Sciences honore les programmes originaux hors des États-Unis au travers des International Emmy Awards.

Les Creative Arts Emmy Awards, communs aux Primetime, Daytime et Sports Emmys et récompensant des professions annexes artistiques (compositeurs, décorateurs, costumiers, etc.) ou techniques (directeur de la photo, directeur de casting, monteur, etc.), font l'objet d'une cérémonie séparée : Creative Arts Primetime Emmy Awards, Creative Arts Daytime Emmy Awards, et Creative Arts Sports Emmy Awards.

### Primetime Emmys
Les Primetime Emmy Awards sont décernés en reconnaissance de l'excellence dans les programmations télévisuelles américaines en première partie de soirée. Les cérémonies ont lieu tous les ans aux alentours du début du mois de septembre, après la fin des saisons à la télévision en juin et avant le début des nouvelles saisons de l'automne. Elles sont retransmises en alternance par les réseaux télévision majeurs des États-Unis : ABC, CBS, NBC et Fox. La première cérémonie s'est tenue en 1949 à Los Angeles.
Les techniciens (directeurs artistiques, costumiers, photographes, directeurs de casting, monteurs du so,, etc.) sont récompensés au cours de cérémonies séparées se déroulant quelques jours avant, les Creative Arts Primetime Emmy Awards.

### Daytime Emmys
Les Daytime Emmy Awards sont décernés en juin, en reconnaissance de l'excellence dans les programmations télévisuelles américaines en journée. La première cérémonie séparée ne récompensant que les programmes de la journée ne s'est tenue qu'à partir de 1974 à Los Angeles.
Comme pour les Primetime Emmys, une cérémonie séparée des Creative Arts Daytime Emmy Awards a lieu quelques jours avant pour récompenser les techniciens.

### Sports Emmys
Les Sports Emmy Awards sont décernés pour récompenser l'excellence dans les programmes sportifs. La cérémonie a lieu chaque printemps, à New York.
Comme pour les Primetime et Daytime Emmys, une cérémonie séparée des Creative Arts Sports Emmy Awards a lieu quelques jours avant pour récompenser les techniciens.

### International Emmys
Les International Emmy Awards sont décernés pour récompenser l'excellence dans les programmes diffusés hors des États-Unis. La cérémonie se déroule chaque année au Hilton de New York.
Trois catégories récompensant l'interactivité des programmes internationaux sont remis au cours d'une cérémonie séparée se déroulant pendant le marché audiovisuel MIPTV à Cannes.

### Autres Emmys
D'autres sphères d'influence rattachées aux Emmy Awards existent, telles que :
- News and Documentary Emmys (meilleurs programmes d'actualité et documentaires)
- Technology and Engineering Emmys (organisations et individus ayant favorisé le développement technologique et mécanique des arts de la télévision)
- Student Emmys (récompense par des lycéens et étudiants - programme arrêté et rattaché aux Regional Emmys)
- Regional Emmys (20 délégations régionales au sein des États-Unis, récompensant l'excellence dans les marchés régionaux et programmes locaux)

### Prix spéciaux
- Le Governors Award, est la plus haute distinction décernée par l'ATAS, récompense les réalisations d'un individu, d'une entreprise ou d'une organisation dont les travaux se démarquent par l'immédiateté des réalisations actuelles[8].
- Le Trustees Award, est la plus haute distinction décernée par NATAS, honore les réalisations inhabituelles ou durables d'un individu[9].
- Lifetime Achievement Emmys (en), est une distinction décernée en reconnaissance des réalisations importantes d'une personne dans l'industrie de la télévision américaine.
- Television Hall of Fame (en), est une distinction décernée par l'ATAS, pour honorer les personnes qui ont apporté des contributions exceptionnelles dans les arts, les sciences ou la gestion de la télévision, sur la base de contributions et de réalisations cumulatives ou d'un contribution ou réalisation singulière.
- Bob Hope Humanitarian Award (en), est une distinction décernée par l'ATAS, pour récompenser les personnes ayant démontré son engagement par son action humanitaire en reconnaissance de la carrière pionnière de Bob Hope[10].
- Sports Lifetime Achievement Award (en)